# Murati
Murati je naseljeno mjesto u sastavu općine Bosanska Dubica, Republika Srpska, BiH.

## Stanovništvo
| Murati             |              |
| godina popisa      | 1991.        |
| Srbi               | 216 (99,54%) |
| Hrvati             | 1 (0,46%)    |
| Muslimani          | 0            |
| Jugoslaveni        | 0            |
| ostali i nepoznato | 0            |
| ukupno             | 217          |